# Східний вітер 5: Великий ураган
Східний вітер 5: Великий ураган (нім. Ostwind — Der große Orkan) — німецький художній фільм 2021 року режисера Леа Шмідбауер. Це п'ятий фільм із циклу «Східний вітер». У цьому фільмі актор Тіло Прюкнер востаннє знявся в кіно. Фільм вийшов у прокат 29 липня 2021 року.

## Сюжет
Через сильний літній шторм до Гут Кальтенбаха прибуває мандрівний кінний цирк. Арі чарівним чином приваблює світ артистичної верхової їзди, але вона також бачить і зворотній бік, адже циркове життя важке для коней. Саме тому вона хоче допомогти старому шоу-кіньку Оркану разом з циркачем Карло та за допомогою Оствінда. Коли фанатичний директор цирку викриває їхній план, Оствінду загрожує небезпека. Потім Міка нарешті повертається з Канади.

## У ролях
| Актор                    | Роль                         |
| ------------------------ | ---------------------------- |
| Луна Паяно               | головна роль Арі             |
| Ганна Бінке              | Міка Шварц                   |
| Марвін Лінке             | Сем                          |
| Амбер Бонґард            | Фанні                        |
| Тіло Прюкнер             | дід Сема Пан Каан            |
| Корнелія Фробесс         | бабуся Ніки Марія Кальтенбах |
| Маттео Міска             | Карло                        |
| Нільс Брункгорст         | Микола                       |
| Гедеон Буркхард          | директор цирку               |
| Маріон Алессандра Беккер | Маріанна                     |
| Генрієтта Мораве         | Тінка Андерс                 |

## Виробництво
Зйомки проходили з 8 липня по 11 вересня 2019 року у Північному Гессені та Мюнхені. Виробництвом фільму займалася компанія SamFilm у копродукції з Alias Entertainment та Constantin Film.

## Прем'єра
Прем'єра була запланована на 17 травня 2020 року в Мюнхені, але спочатку була відкладена на невизначений термін через пандемію COVID 19, як і реліз у кінотеатрах. Пізніше датою релізу було оголошено 17 грудня. Через примусове закриття кінотеатрів взимку 2020—2021 року реліз знову перенесли на 25 березня 2021 року. Через триваючий локдаун 25 березня також не вдалося зберегти в якості дати релізу. Реліз у кіно відбувся 29 липня 2021 року.